# تئودوروس سلیدیس
تئودوروس سلیدیس (یونانی: Θεόδωρος Τσελίδης؛ زادهٔ ۵ اوت ۱۹۹۶) جودوکار اهل یونان است.